# Echiteae
Echiteae es una tribu de plantas de flores perteneciente a la familia Apocynaceae (orden Gentianales).  Esta tribu tiene 22 géneros.

## Géneros
- Allotoonia J. F. Morales & J. K. Williams ~ Echites P. Browne
- Amalocalyx Pierre
- Angadenia Miers
- Artia Guillaumin
- Asketanthera Woodson
- Bahiella J. F. Morales
- Belandra S. F. Blake = Prestonia R. Br.
- Bracea Britton = Neobracea Britton
- Chaetosus Benth. = Parsonsia R. Br.
- Cycladenia Benth.
- Delphyodon K. Schum. = Parsonsia R. Br.
- Echites P. Browne
- Ecua D. J. Middleton
- Fernaldia Woodson
- Gastranthus F. Muell., = Parsonsia R. Br.
- Grisseea Bakh. f. = Parsonsia R. Br.
- Haemadictyon Lindl. = Prestonia R. Br.
- Helyga Blume = Parsonsia R. Br.
- Hylaea J. F. Morales
- Laubertia A. DC.
- Lyonsia R. Br. = Parsonsia R. Br.
- Macropharynx Rusby
- Neobracea Britton
- Parsonsia R. Br.
- Peltastes Woodson
- Pentalinon Voigt
- Pottsia Hook. & Arn.
- Prestonia R. Br.
- Rhabdadenia Müll. Arg.
- Rhodocalyx Müll. Arg. = Prestonia R. Br.
- Stipecoma Müll. Arg.
- Streptotrachelus Greenm. = Laubertia A. DC.
- Temnadenia Miers
- Thenardia Kunth (
- Urechites Müll. Arg. = Pentalinon Voigt